# Reitrock

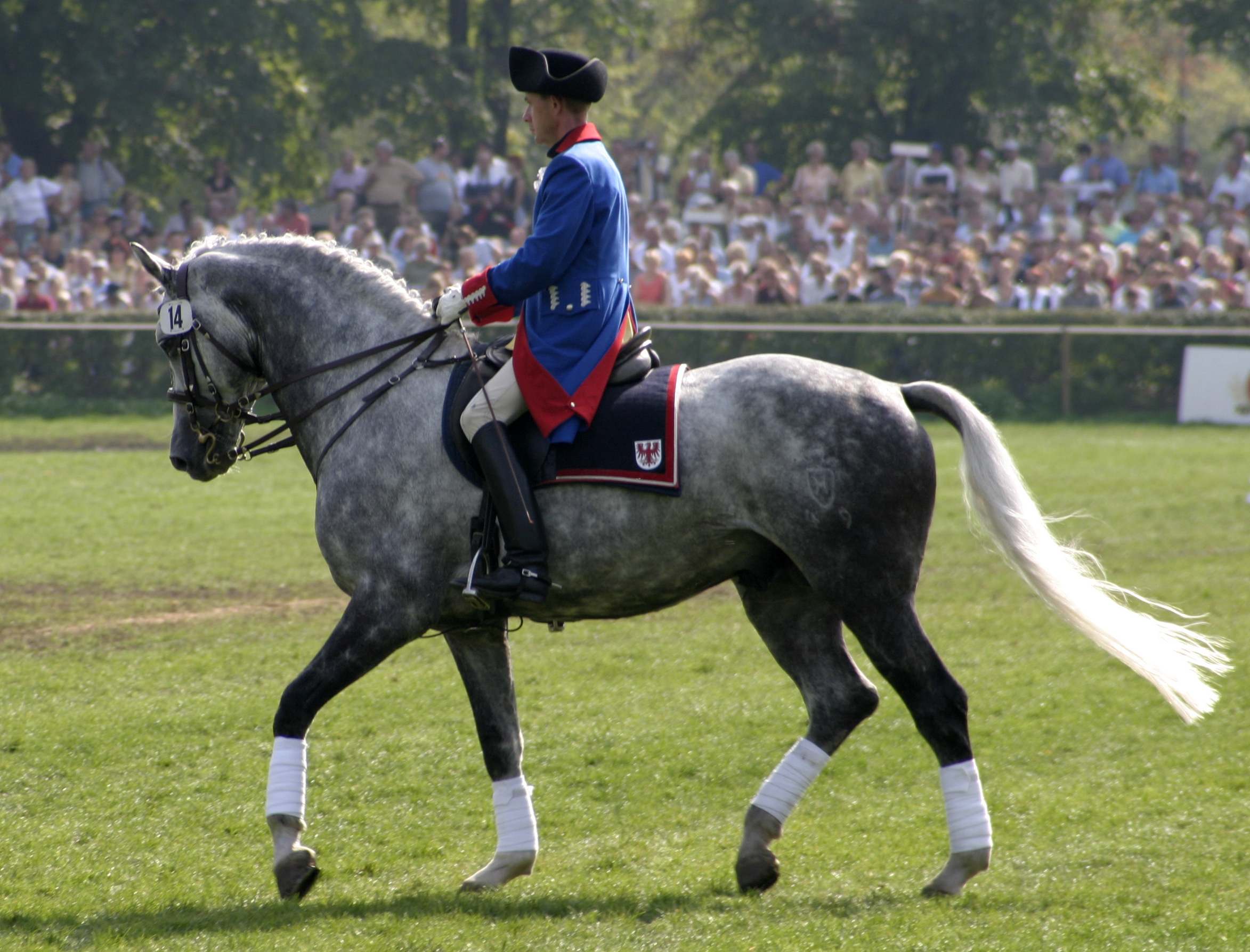
Historischer Reitrock, die Schöße nach vorne und nach hinten geknöpft

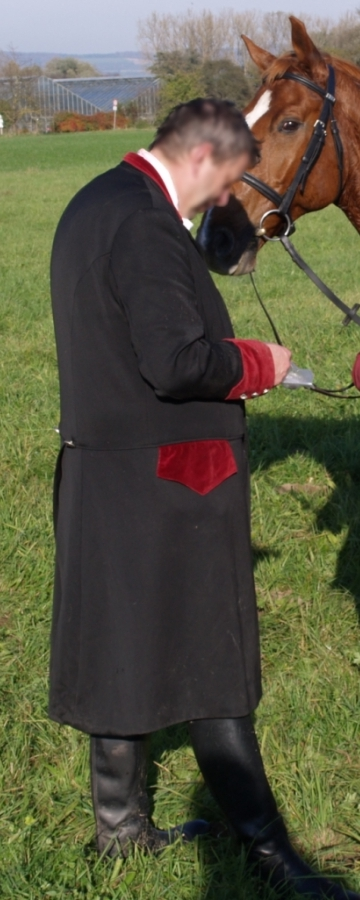
Jagdrock

Mit dem Begriff Reitrock werden verschiedene Kleidungsstücke bezeichnet. Meist ist ein Reitjackett mit Taillennaht gemeint, wie es bei Turnieren häufig getragen wird. Der Begriff Rock leitet sich dabei vom Herrenrock ab. Es gibt auch moderne Reitröcke mit langen Schößen aus Thermomaterial für den Winter, die den Vorteil haben die Oberschenkel zu wärmen.
In schweren Dressurprüfungen werden Reitfräcke getragen.

## Jagdrock
Rote Turnierjacketts zum Springreiten werden häufig als Jagdröcke oder Springrock bezeichnet.
Auf Reitjagden werden aber neben normalen kurzen Reitjacketts auch Jagdröcke mit langen Schößen aus Wolle getragen, die bei herbstlichem Wetter guten Schutz auf den mehrstündigen Jagdritten bieten. Erfahrene männliche Jagdreiter können vor dem Hubertustag einen roten Rock tragen, zu dem Stulpenstiefel passen. Alle anderen tragen meist gedeckte Farben. Zumeist bestehen sie aus robuster und warmer Wolle, die sowohl Kälte als auch Nässe abhält. Manche Jagdhornbläser-Gruppen tragen auch Jagdröcke.

## Damen-Reitröcke für normale Sättel
Es gibt auch weite Damen-Reitröcke und Reitkleider mit denen die Reiterin mit einem normalen Sattel rittlings zu Pferd sitzt. Solche Reitröcke sind sehr weit geschnitten, mit Saumweiten um die neun Meter. Dadurch ist der Rock weit genug, um über dem Pferd getragen zu werden. Solche aufwändigen Reitröcke waren im 17. Jahrhundert in Spanien bei adligen Reiterinnen üblich. Zum Schutz des Rockes trug das Pferd eine Decke. Heute sind solche Röcke meist aus pflegeleichtem Kunstfasern gefertigt und eine Schutzdecke ist überflüssig. 
Damen-Reitröcke für normale Sättel werden mit Reithosen getragen.
Es gibt auch eine halbweite Variante, mit einem langen Schlitz vorne und hinten einem weiten Rock, der über der Kruppe liegt.

### Devantière
Im 17. Jahrhundert trugen in Frankreich Reiterinnen ein Kleidungsstück namens Devantière.  Der Rock der Devantière war geteilt und erlaubte es, rittlings zu Pferd zu sitzen.

### Portugiesischer Reitrock
Der portugiesische Reitrock ist eine schmal geschnittene Variante mit langen Schlitzen vorne und hinten. Die beiden Rockhälften werden mit Gummibändern fixiert, ähnlich wie bei einem Reitmantel. Solche Reitröcke mit Schlitzen sind aus schweren Stoffen gefertigt, damit sie gut fallen. Sie werden mit Reithosen getragen.

### Reit-Hosenrock
Unter einem Reit-Hosenrock wird meist keine zusätzliche Reithose getragen.
- spanischer Reitrock: ein Hosenrock mit weiten Beinschlägen, der sich für normale Sättel eignet.
- Westernreitrock: weiter Hosenrock, aus Wolle oder aus Leder gefertigt, oft mit einer über die ganze Beinlänge verlaufenden Knopfleiste verziert.

## Reitröcke für den Damensattel
Im 19. und beginnenden 20. Jahrhundert saßen adlige Frauen meist im Damensattel zu Pferd – doch dabei behinderten sie die Stoffbahnen ihrer Röcke und Unterröcke, insbesondere auf schnellen Ausritten. Daher entwickelte sich zum Ende des 19. Jahrhunderts in England ein spezieller Sicherheitsrock, auch Reitschürze genannt, der den rechten Fuß der Reiterinnen bedeckte, aber mit weniger Stoff auskam, um beim Reiten nicht zu behindern. Da beim Reiten im Damensattel die große Gefahr besteht, bei einem Sturz an den Hörnern des Sattels hängen zu bleiben und unter das Pferd zu kommen, boten die Reitschürzen auch mehr Sicherheit als die vorher üblichen bauschigen Gewänder. Traditionellerweise bestehen Sicherheits-Reitröcke aus schwerer Wolle, um vor Witterungseinflüssen Schutz zu bieten. Auf Damensattel-Turnieren wird diese klassische Form des Reitrocks getragen. Allerdings reichen die modernen Varianten nur bis knapp über den linken Knöchel, sodass die Richter die Absatzhaltung der Reiterinnen beurteilen können.

### Reitkleid für den Damensattel
Bei Shows werden häufig farbige, leichte, weite und dadurch bequeme Reitkleider verwendet. Unter Reitröcken und Reitkleidern werden generell eine normale Reithose mit Reitstiefeln getragen.

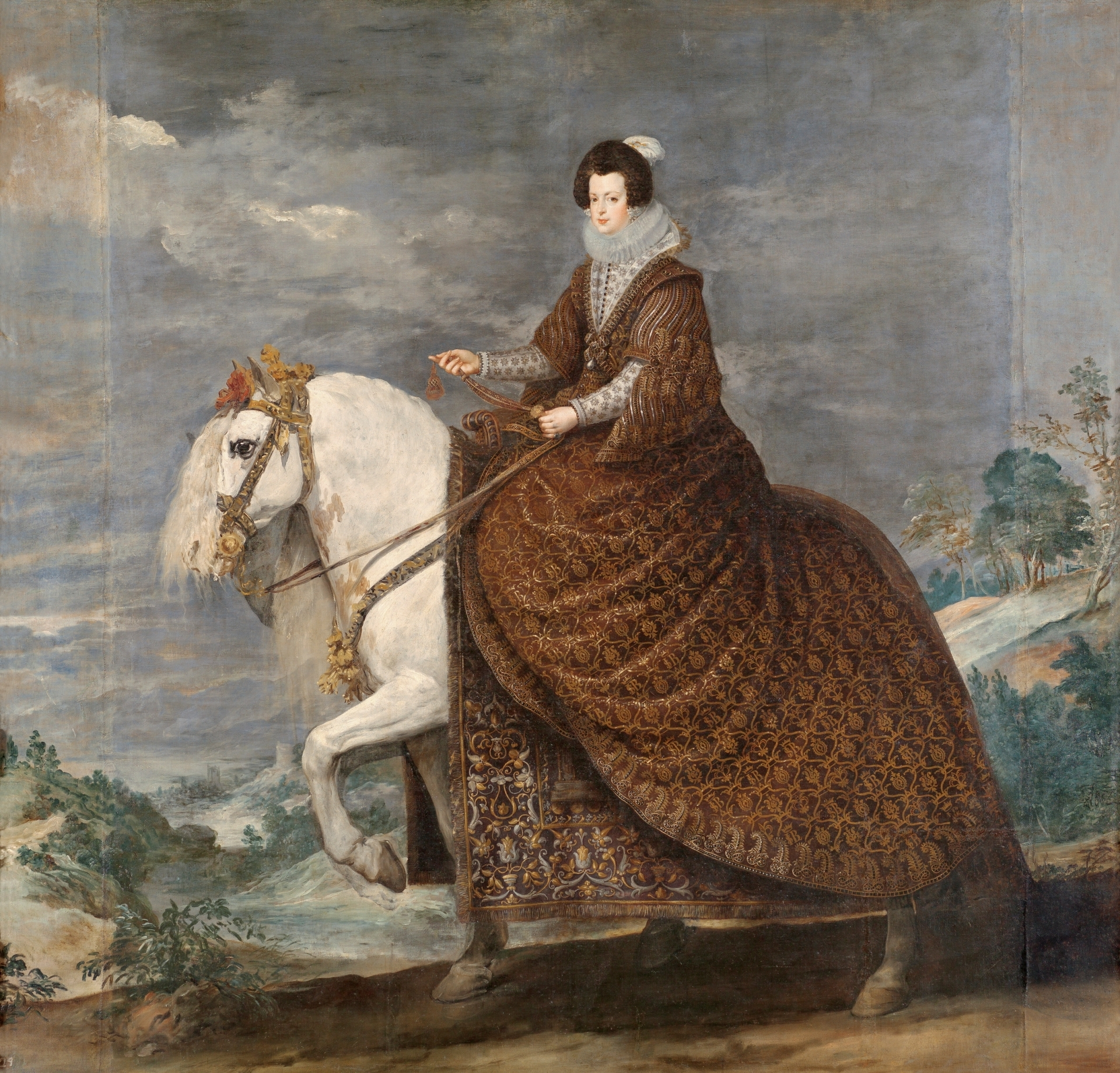
Königin von Spanien rittlings mit weitem Rock und Decke zum Schutz des Rocks, 1697
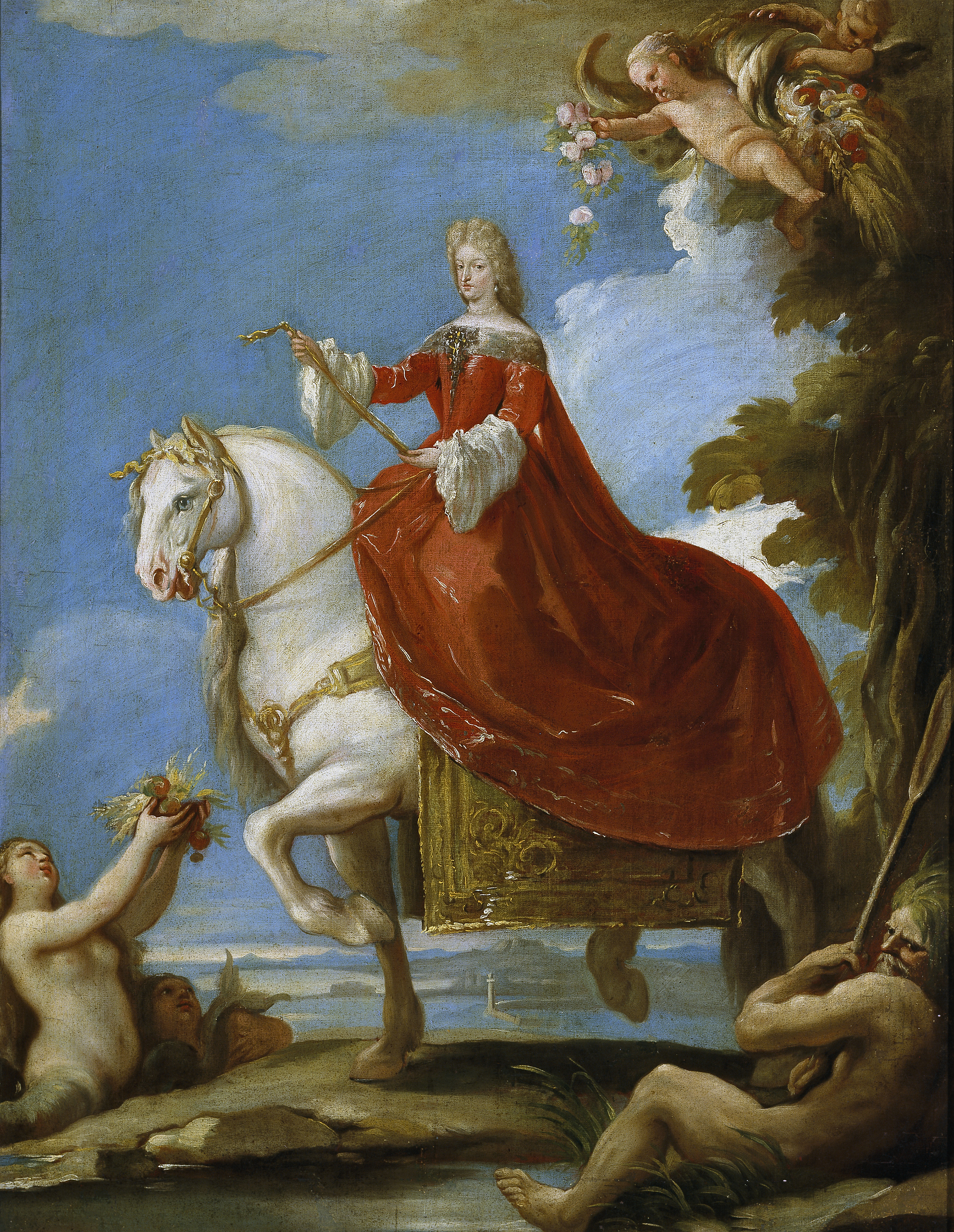
Maria Anna von der Pfalz (1667–1740), spanische Königin, mit Reitkleid auf normalem Sattel
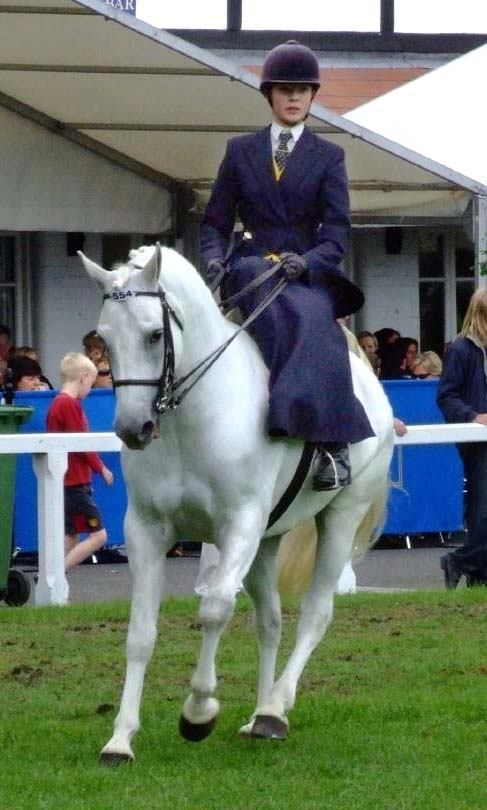
Sicherheits-Reitschürze aus schwerem Wollstoff für Damensattel
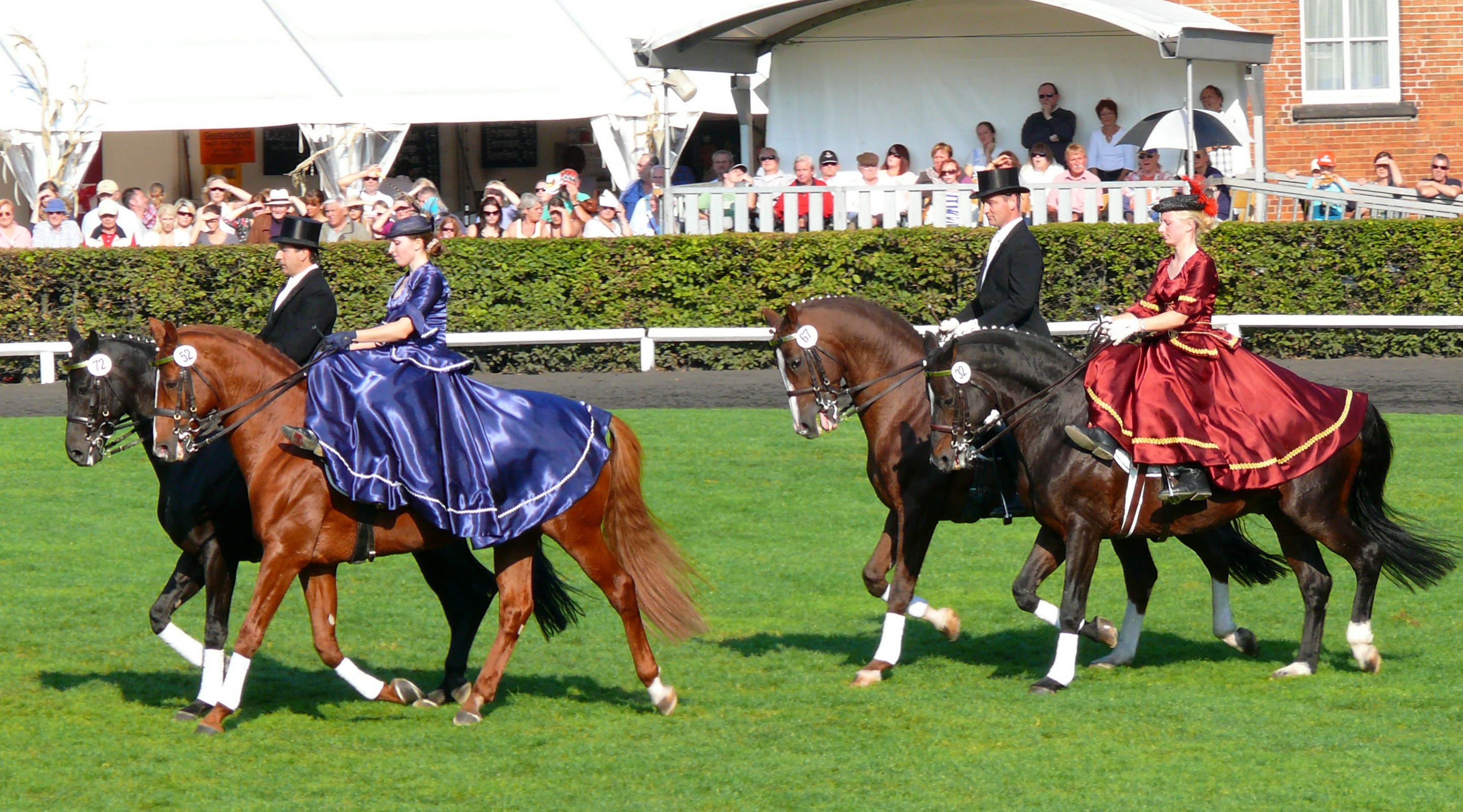
Damensattel und Show-Reitkleider